# 西遊記大結局之仙履奇緣
《西遊記大結局之仙履奇緣》，是1995年依據明朝吴承恩神魔小说《西游记》為基礎改編拍摄的香港電影，由劉鎮偉執導，程小東任動作指導，周星馳、朱茵和羅家英主演，前作為《西遊記第壹佰零壹回之月光寶盒》。周星馳憑本作奪下第1屆香港電影金紫荊獎最佳男主角。在2005年，電影獲香港電影金像獎協會票選為「最佳華語片一百部」之一。
由於當時盜版猖獗及日後互聯網的發展，使本片無厘頭風格和經典人物對白口耳相傳，成為一種次文化現象。不過導演劉鎮偉公開表示這些內容都是過度解讀，拍攝時亦沒有此想法。

## 背景
1993年，周星馳成立彩星電影公司。
據劉鎮偉所說，當時周星馳公司新開張，周星馳親自找他去茶樓談，邀請他擔任公司開山之作的導演。有趣的是，劉鎮偉說自己本來是不演的，但菩提老祖的演員和周星馳對不上話，於是周星馳半夜從門縫遞紙條給劉鎮偉，要求他來演菩提老祖，劉鎮偉只好把頭給剃光了。
1995年，電影下映後，周星馳將中国大陆版權賣給西部电影集团，正式宣告彩星電影公司倒閉。次年，周星馳成立星輝海外有限公司。
後來，坊間開始出現各種《西游记》的解讀，劉鎮偉公開表示全部是觀眾的過度解讀。
為了證明觀眾是過度解讀，劉鎮偉和西影再次拍攝了《情癲大聖》和《越光寶盒》兩部西影官方正式續集。

## 劇情

### 序幕
劇情剛開始二郎神聯同南天門四大天王原本要來收服紫霞仙子但卻被紫所大敗。之後劇情回到至尊寶使用月光寶盒回到五百年前，紫霞仙子向他走來把至尊寶的月光寶盒搶去並給至尊寶三顆痣標記那個橋段，之後至尊寶屈服於紫霞仙子，並相約月圓之夜與紫霞仙子回去救白晶晶，誰知晚上來的是紫霞仙子她姐姐青霞仙子，原來紫霞仙子和青霞仙子為雙重人格都存在於同一身體，晚上出現青霞仙子性格，白天則出現紫霞仙子性格，隔日白天時，至尊寶則和紫霞仙子商量為了要騙晚上才會出現的青霞仙子說至尊寶已經殺了紫霞仙子，則相約拿出紫青寶劍給青霞仙子以示證明。
誰知至尊寶能拔出她手中的紫青寶劍，所以紫霞仙子則認定至尊寶才是她的情人，但此時月光寶盒卻不在紫（青）霞仙子手中，次日晚上，至尊寶回到旁觀觀音大士大戰孫悟空橋段，而月光寶盒則在其中，原來孫悟空是受不了唐僧太過碎碎唸，觀音菩薩後來也受不了唐三藏太過碎碎唸，而月光寶盒則在觀與孫兩人鬥法中甩來甩去，月光寶盒最後被至尊寶拿到手，卻陰錯陽差把唐三藏弄入另外一時空中，月光寶盒也隨之弄入另外一時空中。

### 第一幕
至尊寶則到黑風嶺，豬八戒和沙悟淨也到黑風嶺，而唐三藏此時也被月光寶盒弄至黑風嶺，師徒四人相逢，但此時牛魔王出現，誤以為至尊寶（孫悟空）把唐三藏帶來給牛魔王作為賀禮娶親，所以牛魔王也把妹妹香香許配給至尊寶，而牛魔王所要娶的竟是紫霞仙子（被牛魔王在洛陽沙漠所救起），牛魔王決定把月光寶盒送給紫霞仙子當作定情禮物（此時月光寶盒在牛魔王手中），而至尊寶則示意要紫霞仙子嫁給牛魔王，而鐵扇公主也出場。

### 第二幕
至尊寶與紫霞仙子兩人在後院相遇，正當紫霞仙子拿起手中劍要殺至尊寶，至尊寶決定騙紫霞仙子說愛她一萬年，而原來鐵扇公主也跟孫悟空有一腿，並約定晚上二更相遇，而紫霞仙子也決定去拿月光寶盒相約至尊寶晚上二更相遇；到了晚上，正當至尊寶要赴約時，卻不幸碰上豬八戒與沙悟淨以為至尊寶要去救師傅，而救完師傅要趕赴約時，發現紫霞仙子已經倒在血泊中，為香香（牛魔王妹妹）所殺傷。

### 第三幕
香香用移形換影大法把紫霞仙子（人格為青霞仙子）與豬八戒對換，而香香準備把沙悟淨與石頭對換時不幸與沙悟淨互相對換，因紫霞仙子體內有紫、青二仙子；對換結果：豬八戒為青霞仙子，紫霞仙子為豬八戒和紫霞仙子，沙悟淨為香香，香香為沙悟淨；此時，牛魔王與鐵扇公主也出現，大家互相激戰，激戰結果紫霞仙子與至尊寶相約與牛魔王回去拿月光寶盒，至尊寶想逃跑時則被鐵扇公主追時，不慎墜崖被菩提救走至盤絲洞（水簾洞）中，而此時白晶晶（白骨精）出現，至尊寶喜遇白晶晶（五百年前白晶晶），並向她說明一切後決定與白晶晶成親，紫霞仙子一方則期盼至尊寶會回來牛魔王那邊拯救她。

### 第四幕
在至尊寶婚禮上，白晶晶走了（因為白發現至尊寶內心喜歡紫霞仙子），而春三十娘（蜘蛛精）也為追殺師妹白晶晶到洞內，把菩提等三強盜殺死，並殺死至尊寶，牛魔王這邊紫霞仙子則求牛魔王成親前把豬八戒（青霞仙子）放了，在放了豬八戒（青霞仙子）後，青霞仙子（豬八戒）為保護紫霞仙子，與牛魔王起衝突，此時沙悟淨與香香也出現，豬紫沙香四人同時用移魂大法恢復原狀，不慎中途狗出現，移魂結果香香移進狗裡面，香香體內為青霞仙子。橋段轉到至尊寶這邊，至尊寶轉化成靈魂後，看破紅塵決定戴上金箍，變回天下無敵的齊天大聖孫悟空。

### 第五幕
牛魔王這邊，牛魔王強迫紫霞仙子成親，並殺傷香香（青霞仙子），而孫悟空此時出現拯救紫霞仙子和唐三藏等人並痛打牛魔王，紫霞仙子認出孫悟空就是至尊寶，但孫悟空因得回法力、不能眷戀紅塵，便告訴紫霞說至尊寶已死。紫霞在牛魔王與孫悟空打鬥中被牛魔王所刺死，孫悟空因情動致金鋼圈收緊，痛怒下將牛魔王打得半死，而因為牛魔王把整座城用芭蕉扇煽進去太陽，孫悟空打贏後用月光寶盒把唐僧及豬八戒與沙悟淨等人用月光寶盒逃離，青霞則決定放棄逃命，回如來佛祖那邊重新做回燈芯。

### 尾聲
月光寶盒原來把他們四人帶回五百年後的水簾洞（改名為菩提洞），唐僧講話也變簡短了，孫悟空一愣。及後遇到後來的菩提（原菩提三強盜），因他為了至尊寶而賠上性命（原菩提三強盜）受了一劍，約定還他三劍，菩提遂打他三拳。師徒四人準備往西方取經時，碰到兩位姑娘豆腐西施賣豆腐為丈夫上京師考取狀元，另外在城外亦碰到城牆上一對情侶對峙，孫悟空小施伎倆，揚起風沙，附身於男情侶，實現自己五百年前的約定與承諾，再也不與自己喜歡的紫霞（已轉世）分離，讓今世已投胎的自己與紫霞在一起後，放下心頭包袱的孫悟空瀟灑轉身，師徒四人繼續上路，往天竺取經。

## 人物角色
| 角色名稱           | 演員   | 粵語配音 | 備註                                                      |
| ------------------ | ------ | -------- | --------------------------------------------------------- |
| 至尊寶             | 周星馳 | 周星馳   | 至尊寶，孫悟空轉世                                        |
| 孫悟空             | 周星馳 | 周星馳   |                                                           |
| 夕陽武士           | 周星馳 | 周星馳   |                                                           |
| 二當家             | 吳孟達 | 吳孟達   | 斧頭幫二當家，豬八戒轉世                                  |
| 豬八戒             | 吳孟達 | 吳孟達   |                                                           |
| 狀元               | 吳孟達 | 吳孟達   | 豆腐西施的相公                                            |
| 紫霞仙子／盤絲大仙 | 朱茵   | 朱茵     | 青霞仙子的妹妹                                            |
| 青霞仙子           | 朱茵   | 朱茵     | 紫霞仙子的姐姐，姓林；與紫霞仙子本為「如來佛祖油燈的燈芯｣ |
| 夕陽武士的女友     | 朱茵   | 朱茵     | 夕陽武士的女友                                            |
| 鐵扇公主           | 蔡少芬 | 蔡少芬   | 牛魔王的娘子                                              |
| 春三十娘           | 藍潔瑛 | 藍潔瑛   | 白晶晶的師姐、盤絲大仙弟子蜘蛛精                          |
| 豆腐西施           | 藍潔瑛 | 藍潔瑛   | 狀元兩位娘子之一                                          |
| 白晶晶             | 莫文蔚 | 朱慧玲   | 春三十娘的師妹、盤絲大仙弟子白骨精、至尊寶的未婚妻        |
| 媚娘               | 莫文蔚 | 朱慧玲   | 豆腐西施，狀元兩位娘子之一                                |
| 唐三藏             | 羅家英 | 羅家英   |                                                           |
| 菩提老祖           | 劉鎮偉 | 盧雄     | 神仙                                                      |
| 菩提大哥           | 劉鎮偉 | 盧雄     | 江洋大盜，至尊寶的朋友                                    |
| 菩提洞導遊         | 劉鎮偉 | 盧雄     |                                                           |
| 沙悟淨             | 江約誠 | 陳永信   |                                                           |
| 盲炳               | 江約誠 | 陳永信   | 斧頭幫強盜                                                |
| 狀元的隨從         | 江約誠 | 陳永信   |                                                           |
| 牛魔王             | 陸樹銘 | 高翰文   | 鐵扇公主的相公                                            |
| 香香               | 吳珏瑾 | 沈小蘭   | 牛魔王的妹妹                                              |
| 小鎮村姑           | 吳珏瑾 | 沈小蘭   |                                                           |
| 觀世音             | 侯艷   | 朱慧玲   | 未在影片出演者字幕中出現                                  |

## 電影歌曲
| 曲別   | 歌名         | 作詞   | 作曲   | 編曲   | 演唱   |
| ------ | ------------ | ------ | ------ | ------ | ------ |
| 片头曲 | 《芦苇荡》   |        | 赵季平 |        |        |
| 片尾曲 | 《追月》     | 唐书琛 | 侯湘   | 卢冠廷 | 朱茵   |
| 插曲   | 《一生所爱》 | 唐书琛 | 卢冠廷 | 卢冠廷 | 卢冠廷 |

'一生所愛' / 作曲, 盧冠廷 ; 作詞, 唐書琛 ; 演唱, 盧冠廷. 主題曲.
'人生的天與地' / 作曲, 盧冠廷 ; 作詞, 唐書琛 ; 演唱, 盧冠廷. 主題曲.
'追月' / 作曲, 侯湘 (即李厚襄) ; 作詞, 唐書琛 ; 演唱, 朱茵 ; O.P., EMI Music Publishing (S.E. Asia) Ltd. (即百代音樂(東南亞)有限公司). 插曲.
'未了情' / 作曲, 賀緣汀 (即賀綠汀) ; 作詞, 唐書琛 ; 演唱, 莫文蔚 ; O.P., EMI Music Publishing (S.E. Asia) Ltd. (即百代音樂(東南亞)有限公司). 插曲.
'Only you' / 作曲, Buck Ram, Ando Rand ; 作詞, 劉鎮偉 ; 演唱, 羅家英 ; O.P., EMI Music Publishing Ltd. (U.K.). 插曲.

## 獎項
| 年份 | 頒獎典禮                  | 獎項       | 名單           | 結果 |
| ---- | ------------------------- | ---------- | -------------- | ---- |
| 1995 | 第2屆香港電影評論學會大獎 | 最佳電影   |                | 提名 |
| 1995 | 第2屆香港電影評論學會大獎 | 最佳導演   | 劉鎮偉         | 提名 |
| 1995 | 第2屆香港電影評論學會大獎 | 最佳編劇   | 技安（劉鎮偉） | 獲獎 |
| 1995 | 第2屆香港電影評論學會大獎 | 最佳男演員 | 周星馳         | 獲獎 |
| 1995 | 第2屆香港電影評論學會大獎 | 推薦電影   |                | 獲獎 |
| 1996 | 第15屆香港電影金像獎      | 最佳編劇   | 技安（劉鎮偉） | 提名 |
| 1996 | 第15屆香港電影金像獎      | 最佳男主角 | 周星馳         | 提名 |
| 1996 | 第1屆香港電影金紫荊獎     | 最佳影片   |                | 提名 |
| 1996 | 第1屆香港電影金紫荊獎     | 最佳男主角 | 周星馳         | 獲獎 |

## 評價
《明报》评价称：全劇的佈局巧妙就在至尊寶「曾經有段刻骨銘心的愛情」一段經典對白，第一次是假情假意，第二次是發乎真心，使人回味。至尊寶重遇白晶晶，不過兩人都發現他的至愛是紫霞，最後變回孫悟空的至尊寶為愛人甚至可以捨下這份愛，使全片以一段愛情而起，卻不經意陷入另一情網作為主體，最後願意為對方犧牲的摯情，使本集極有戲味。

## 逸事
本片於寧夏回族自治區銀川市鎮北堡西部影城拍攝，製片預算大約是二千五百萬港元，在當時數目算很多。本片主要是藉由票房保證的周星馳領銜主演而望有可觀收獲，惟最後票房僅比預算多一些，即使收回成本，也與過往周星馳電影的票房數字相差甚遠（周星馳電影諸如《賭聖》以至後來的《食神》都收四千多萬）。至於獎項方面雖然為周星馳贏得香港電影評論學會大獎最佳男演員及最佳編劇，此片在香港電影金像獎獲得多項提名，最後卻沒有得獎。
較為令人意外的是在中國大陸，本片帶來了一些文化上的影響。原來當時本片在中國大陸發行時，由於市場環境不多接受此類喜劇電影，發行商多不願為此片宣傳。然而隨著網際網路的日益發達，電視台經常播放，以及盜版影音光碟的猖獗，反而助長了內地大眾對此片之認識，演變到口耳相傳的影響下，讓相關討論愈來愈盛，產生先冷後熱的特殊情況。由於本片劇情內的無厘頭風格，配合经典人物對白，亦成為中國大學生間的一種次文化現象。因此，除了有報紙和雜誌的文章外，也有很多研究的論文題目，更有一些專門剖析的書籍。而研究《大話西遊》的相關論文曾引起大學教授被懷疑抄襲的爭議。

## 外部連結
- 香港影庫上《西遊記大結局之仙履奇緣》的資料（繁體中文）
- 開眼電影網上《西遊記大結局之仙履奇緣》的資料（繁體中文）
- 豆瓣电影上《西遊記大結局之仙履奇緣》的資料 （简体中文）
- 时光网上《西遊記大結局之仙履奇緣》的資料（简体中文）
- AllMovie上《西遊記大結局之仙履奇緣》的资料（英文）
- 爛番茄上《西遊記大結局之仙履奇緣》的資料（英文）
- 互联网电影数据库（IMDb）上《西遊記大結局之仙履奇緣》的资料（英文）